# Silvia La Notte
Silvia La Notte (Milano, 15 agosto 1982) è una kickboxer e pugile italiana.
Personal trainer e istruttrice a Milano, è stata 3 volte Campionessa italiana e 2 Universitaria di Pugilato e 3 volte Campionessa Europea e 11 Mondiale negli Sport da Ring quali Savate, K-1 Style Wpkc, Wkn, Wako e J-Net, Muay Thai Iska.

## Biografia
Inizia a praticare la Kickboxing nel 1998 a 16 anni. Nella sua prima palestra insieme a Luca Temperini, con cui vince le prime gare a contatto leggero.
Con Mauro Pagan entra nel mondo della Savate o boxe francese. Partecipa ai campionati Italiani, Europei e Mondiali e stage tecnici e agonistici in Francia tenuti dai Direttori Tecnici dell'Equipe de France come Sylla, Fathi, Aguenihani e Joseph. Nel 2002 affronta il primo match a contatto pieno valevole per il titolo Europeo di Savate (2002), l'anno seguente (2003) la porta invece a vincere il titolo mondiale in Belgio e supera l'esame dell'Argento 2.
Inizia il Pugilato seguita e tesserata per la A.P. Ursus dal tecnico Angelo Pomè e Walter Brambilla. In questo team vince l’Europeo di K1 Wpck nel 2006 e l’anno dopo conquista il titolo Nazionale nella categoria mini mosca ed entra come Titolare nella Nazionale di Pugilato vincendo anche un bronzo al torneo della Comunità Europea (riconferma il titolo Italiano nel 2008 e 2010). Dopo dieci anni di carriera e l'esperienza in Nazionale, nel 2007, vuole ritirarsi.
In quello stesso momento riceve una proposta da un promoter Giapponese per combattere a Tokyo nella prima edizione del World Queen Tournament di K1, ritorna alla discipline calcio pugno e allenata da Giorgio Castoldi, conquista il titolo nel Torneo.
Da lì una serie di match, una trentina di vittorie consecutive e successi, dal 2008 al 2010 conquista Titoli dai 48 ai 51kg come l’Europeo di Savate 48kg
Mondiale K-1 Rules Wako 50kg
Mondiale Chauss'fight 50kg
Mondiali K-1 Rules Wako
Mondiale Savate
ancora il World Queen Tournament
Europeo Kickboxing Wkn
Mondiale K-1 Rules Wako 48kg
e nel 2013 Mondiale Muay Thai Iska 48kg.
Nel 2017 e 2018 difende il Mondiale di K1 Wako in Slovacchia e Francia, conquistato nel 2009 a Milano.